# Grammomys cometes
Grammomys cometes är en däggdjursart som först beskrevs av Thomas och Wroughton 1908.  Grammomys cometes ingår i släktet Grammomys och familjen råttdjur. IUCN kategoriserar arten globalt som livskraftig. Inga underarter finns listade i Catalogue of Life.
Denna gnagare förekommer i södra Moçambique samt i östra Sydafrika och Swaziland. Arten föredrar städsegröna skogar men hittas även i mera torra buskskogar och lövfällande skogar vid kusten.
Arten når en kroppslängd (huvud och bål) av 11,2 till 12,4 cm, en svanslängd av 14,2 till 19,4 cm och en vikt av cirka 52 g (viktuppgiften från en individ). Bakfötterna är ungefär 2,5 cm långa. Grammomys cometes har kort och len päls på ovansidan som är rödbrun till ljusbrun med några svarta hår inblandade. Det förekommer en tydlig gräns mot den vita undersidan. De flesta exemplar har en vit fläck bakom varje öra. Längre hår bildar en tofs vid svansens slut. Honor har två par spenar vid ljumsken och ibland även ett par på bröstet.
En upphittad hona var dräktig med tre ungar.